# 餓鬼草紙

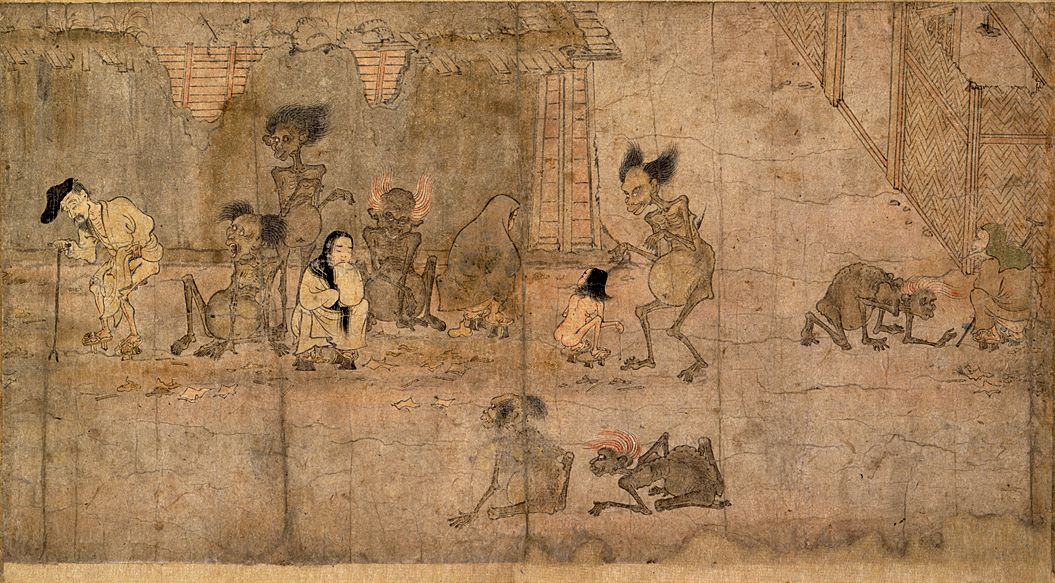
旧河本家本『紙本著色餓鬼草紙』第3段「食糞餓鬼図」
----
主題は餓鬼であるが、平安時代と鎌倉時代の端境期にあたる12世紀後期中葉の日本の都市における庶民の排便の様子も反映している。

餓鬼草紙（がきぞうし、がきそうし）は、餓鬼道世界を主題とした、日本の絵巻である。「正法念処経」の説く、現世の「原因（所業）」に対する来世の「結果（応報）」が描かれている。

## 概要
平安時代末期から鎌倉時代初頭の不安定な動乱期の社会情勢を背景として、一世を風靡した六道思想を反映した「地獄草紙」などと共に制作されたと考えられる。

## 現存餓鬼草紙

### 旧河本家本
旧河本家本　紙本著色 餓鬼草紙　
- 東京国立博物館所蔵（この意の略称は、東博本）。河本家旧蔵。
- 縦26.9cm、全長380.2cm。
- 1952年（昭和27年）3月29日、国宝指定。国宝指定名称：紙本著色餓鬼草紙〈／（絵十図）〉。指定番号：00028。員数：1巻。種別：絵画。時代区分：鎌倉。所有者名：独立行政法人国立文化財機構。[3]

後白河法皇の蓮華王院三十三間堂宝蔵に納めた「六道絵」の一部と考えられる。岡山県の河本家に伝来し、詞書は失われている。
10枚継ぎの料紙に欲色餓鬼、伺嬰児餓鬼、羅刹餓鬼、食糞餓鬼（■右上画像を参照）、疾行餓鬼、曠野餓鬼、食火餓鬼、塚間餓鬼、食吐餓鬼、食水餓鬼などの諸餓鬼を描く。

### 旧曹源寺本
旧曹源寺本　紙本著色 餓鬼草紙
- 京都国立博物館所蔵（この意の略称は、京博本）。曹源寺旧蔵。
- 縦26.8cm、全長538.4cm。
- 1953年（昭和28年）11月14日、国宝指定。国宝指定名称：紙本著色餓鬼草紙。指定番号：00081。員数：1巻。種別：絵画。時代区分：鎌倉。所有者名：独立行政法人国立文化財機構[5]。

こちらも後白河法皇が蓮華王院三十三間堂の宝蔵に収めた「六道絵」の一部と考えられる。
『盂蘭盆経』に基づき目連尊者が餓鬼道に堕ちた母を救う物語、阿難尊者に施餓鬼供養を習った僧が焔口餓鬼を救う物語、仏が恒河畔の500の食水餓鬼を救う物語などを生き生きと描く。